# 21. Jahrhundert v. Chr.
Portal Geschichte | Portal Biografien | Aktuelle Ereignisse | Jahreskalender | Tagesartikel

◄ |
4. Jt. v. Chr. |
3. Jahrtausend v. Chr. | 2. Jt. v. Chr.  ►

◄ |
23. Jh. v. Chr. |
22. Jh. v. Chr. |
21. Jahrhundert v. Chr. |
20. Jh. v. Chr. |
19. Jh. v. Chr. |
►
Das 21. Jahrhundert v. Chr. begann am 1. Januar 2100 v. Chr. und endete am 31. Dezember 2001 v. Chr. Dies entspricht dem Zeitraum 4050 bis 3951 vor heute oder dem Intervall 3718 bis 3632 Radiokohlenstoffjahre.

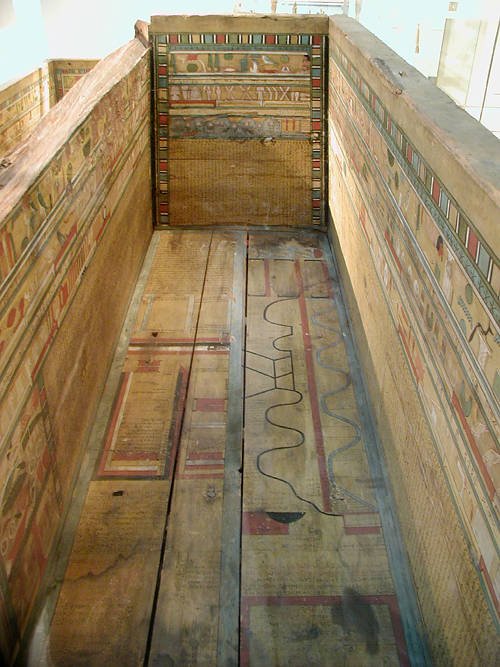
Sargtexte

## Zeitalter/Epoche
- Subboreal (3710 bis 450 v. Chr.).
- Frühe Bronzezeit im südlichen Mitteleuropa (BZ A1 ab 2300/2200 bis 2000 v. Chr.).
- Die Ägäische Frühbronzezeit endet um 2000 v. Chr.

## Ereignisse
- 21. Jahrhundert v. Chr.:
  - Im alten Ägypten entstehen die sogenannten Sargtexte[1][2].
  - Während der Ur-III-Zeit bildet sich ein überdimensionierter Verwaltungsapparat, möglicherweise mitverantwortlich für den späteren Niedergang der 3. Dynastie.
  - Babylon wird von Amurritern gegründet.

Alter Orient um 2100 v. Chr.: Erste Zwischenzeit in Ägypten; die (territoriale) Macht der Ur-III-Zeit zerfiel.

- - Auf der Karibikinsel Puerto Rico siedelt das Volk der Ortoiroiden, belegt durch einen aus dieser Zeit stammenden Skelettfund auf der benachbarten Insel Vieques.
- Um 2100 v. Chr.:
  - In Ur wird der Codex Ur-Nammu verfasst, die älteste schriftlich überlieferte Rechtssammlung[3].
- 2091 v. Chr.:
  - Beginn des Patriarchalischen Zeitalters gemäß der jüdischen Tradition.
- 2071 v. Chr.:
  - Laut Geoffrey Keating wird der irische Schlachtmythos Magh Itha verfasst.
- Um 2070/2040 v. Chr.:
  - In China wurde die Xia-Dynastie gegründet[4]. Die Existenz der Xia-Dynastie ist jedoch umstritten. (Nach dem Chronologischen Projekt Xia-Shang-Zhou wird das Jahr 2200 v. Chr. angegeben)
  - Andauernde Kriege zwischen der 3. Dynastie von Ur und den Nomadenvölkern des Zagros-Gebirges
- 2046/2038 v. Chr.:
  - Amar-Suena, Herrscher der Ur-III-Zeit, erobert Arbela und macht die Stadt dem Erdboden gleich. Hierdurch erstickt er die Revolte der vereinten Nomadenstämme aus dem Zagros.

- 2037/2031/2022 v. Chr.:

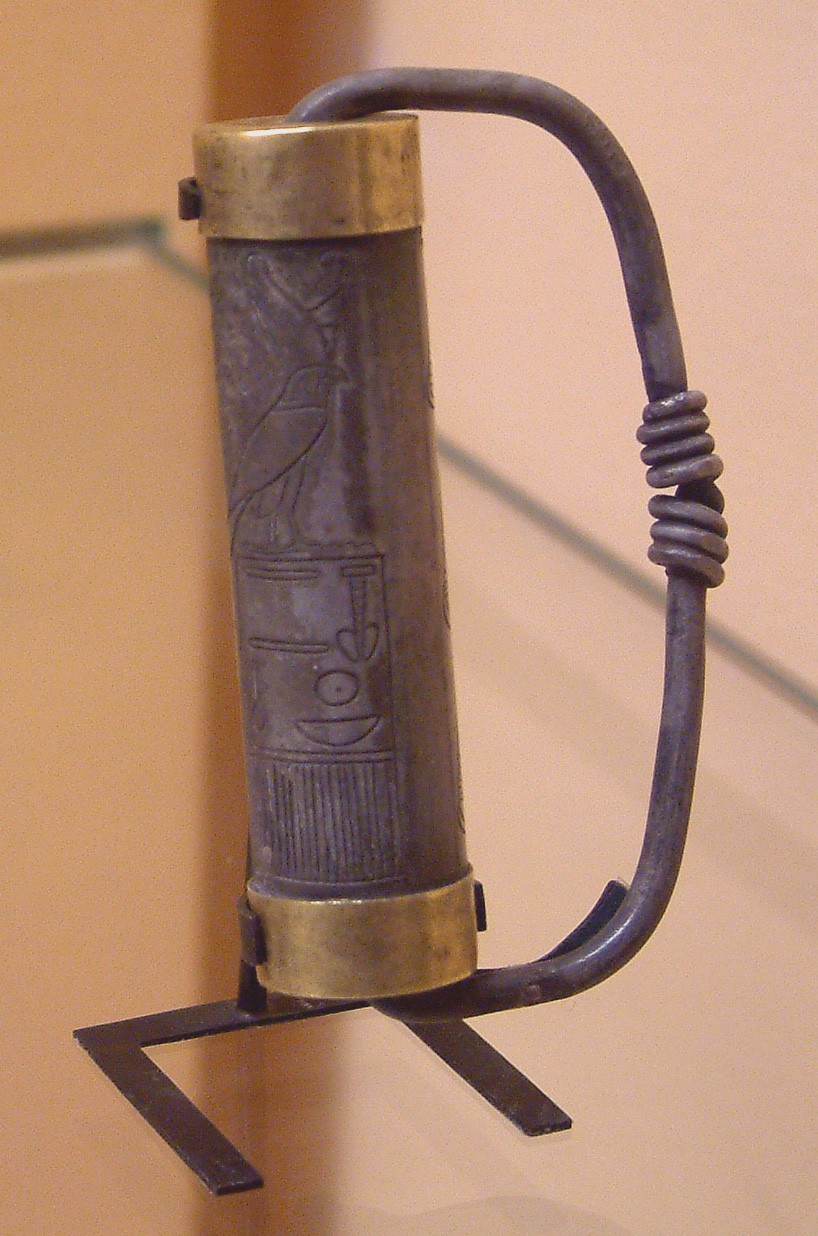
Siegel des Mentuhotep II. aus Bronze, Silber und Elektrum

  - Dem Pharao der thebanischen 11. Dynastie Mentuhotep II. gelingt es, Unter- und Oberägypten erneut zu vereinigen. Dies definiert den Beginn des Mittleren Reichs in Ägypten.
- 2034 bis 2004:
  - Ur befindet sich im Kriegszustand mit den Amurritern.
- Um 2020 v. Chr.:
  - Die sumerische Stadt Ešnunna erlangt die Unabhängigkeit[5] von Ur. Damit beginnt die 1. Dynastie von Ešnunna als eigenständiger Stadtstaat.
- 2004 v. Chr.:
  - Geschwächt durch anhaltende Kämpfe mit den Amurritern wird Ur schließlich von einer Koalition aus Elamitern, Nomaden aus dem Zagros und dem Stadtstaat Isin zerstört.

## Erfindungen, Entdeckungen
- Mathematik wird in Babylonien als Wissenschaft betrieben.
- Um 2050 v. Chr.:
  - Šulgi, König der 3. Dynastie von Ur, führt als Volumeneinheit das Raummaß gur ein, das 200 Litern entspricht.
- 2046/2038 v. Chr.:
  - Unter Amar-Suena wird zum ersten Mal mit der Mina ein Standardgewicht verwendet.

### Bauwerke
- 21. Jahrhundert v. Chr.:

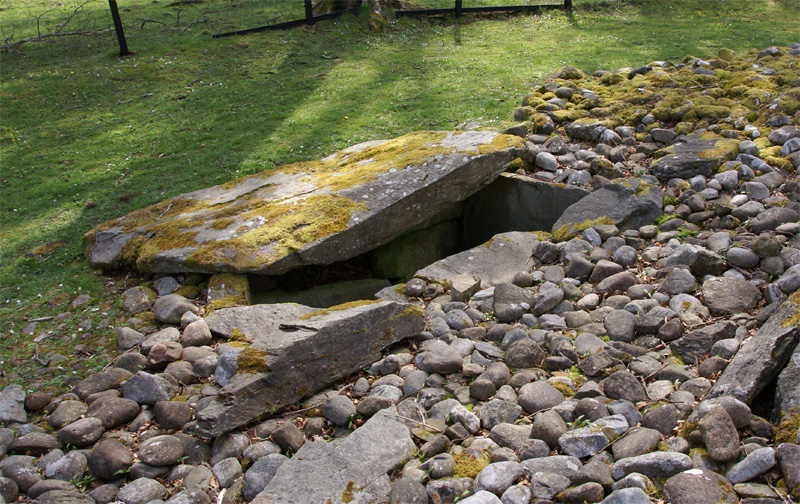
Steinkiste von Ri Cruin

  - In Stonehenge (Stonehenge 3 IV) wird der Doppelkreis der Blausteine erneut umgestellt.
- Ab 2080 v. Chr.:
  - In Karnak wird von den Pharaonen der 11. Dynastie der erste Tempel des Amun-Re errichtet. Dieser wird erstmals in der Regierungszeit von Antef II. schriftlich erwähnt.
  - In Ur wird unter Ur-Nammu und seinem Nachfolger Šulgi das Zikkurat des Mondgottes Nanna erbaut.
- 2050/2049 v. Chr.:
  - Bei Holme-next-the-Sea am Wash in Norfolk werden die Eichen für den Bau des Seahenge gefällt, einem Timber Circle (Holme I). Unmittelbar östlich befindet sich das etwas ältere, von zwei Holzkreisen umgebene Hügelgrab Holme II (2400 bis 2030 v. Chr.).

- Um 2040/2010 v. Chr.:

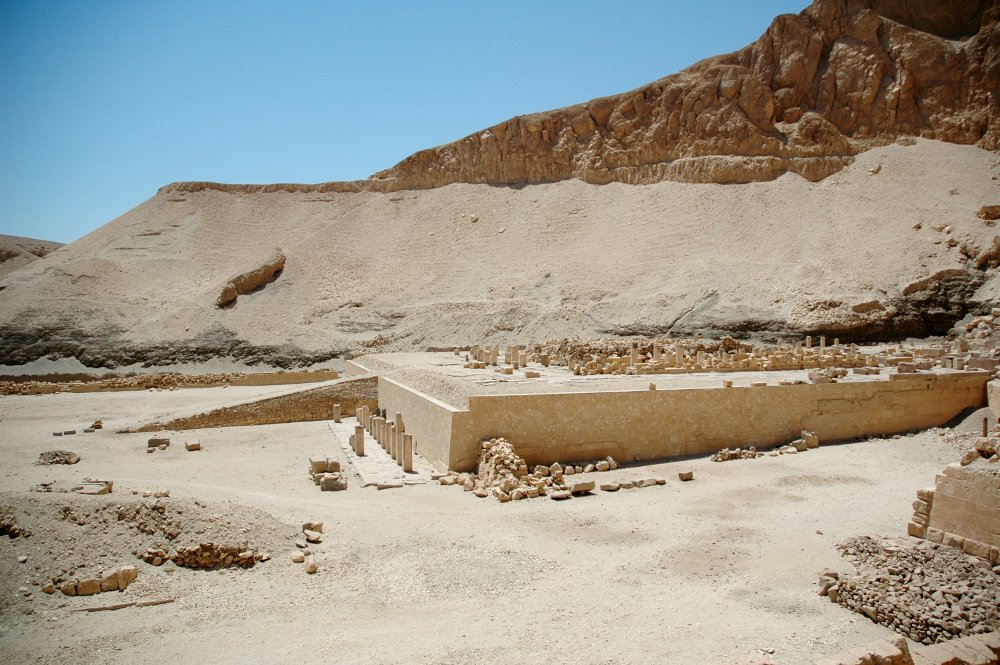
Der Totentempel des Mentuhotep II.

  - Der Totentempel des Mentuhotep II. in Deir el-Bahari wird angelegt. Er bekundet den Übergang vom Pyramidenbau des Alten Reiches zu den Millionenjahrhäusern des Neuen Reiches.
- 2037 bis 2029 v. Chr.:
  - Der Herrscher der Uruk-III-Zeit Šu-Sin lässt an der Westgrenze von Sumer eine 270 Kilometer lange Mauer errichten (Amurriterdamm), um die aus der Arabischen Wüste erfolgenden Inkursionen der Amurriter aufzuhalten.
- 2009 bis 1994 v. Chr.:
  - Für Mentuhotep III. wird sein Totentempel auf einem Berg westlich von Theben errichtet. Bei seinem Bau werden zum ersten Mal Pylone verwendet.
- ca. 2000 v. Chr.:
  - In Kilmartin in Schottland wird der Steinhügel Ri Cruin angelegt.
  - Bei Wutöschingen in Baden-Württemberg entsteht das Dolmen von Degernau.

## Schriftwerke
- 21. Jahrhundert v. Chr.:

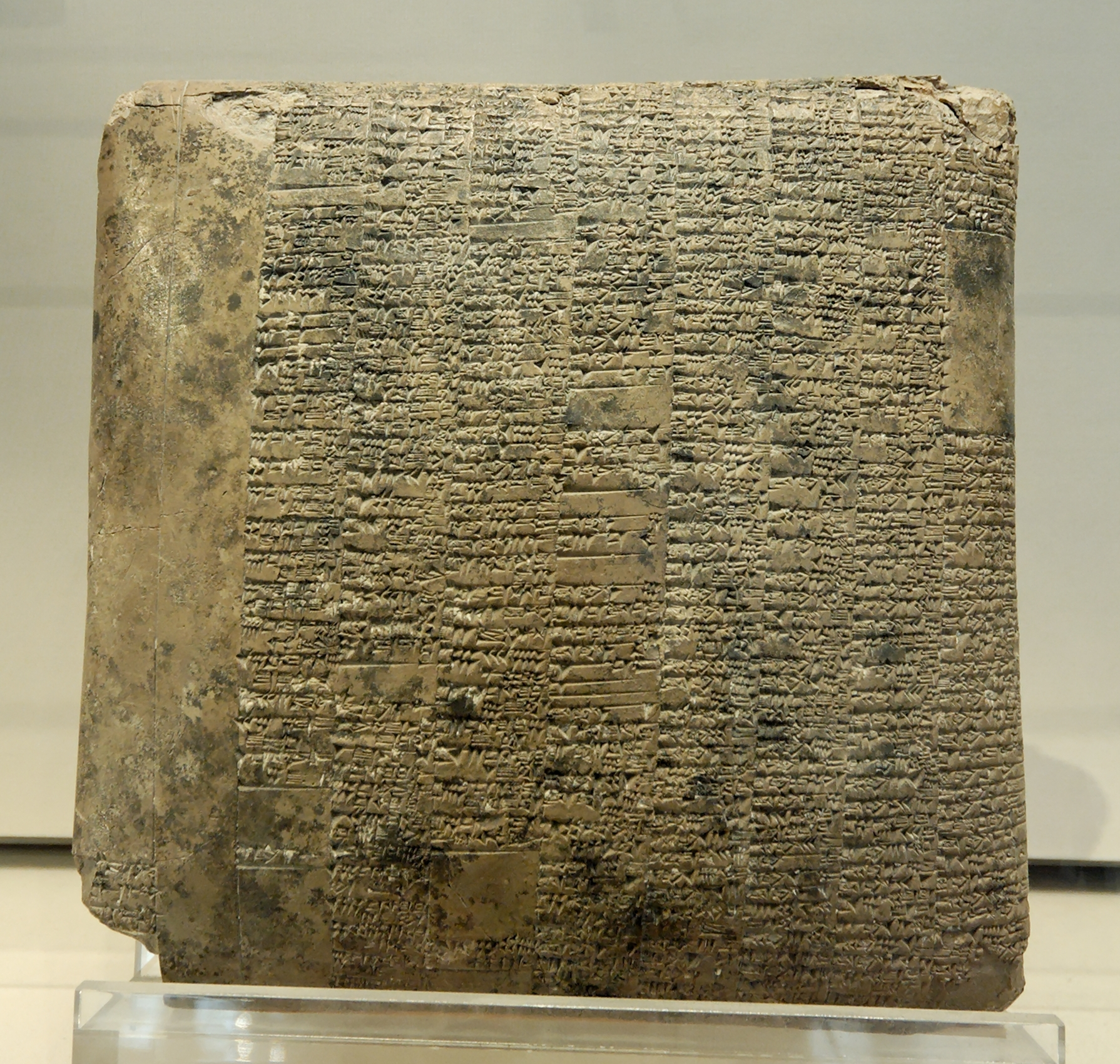
Jahresbilanz einer staatlichen Korbmacherei, Ur-III-Zeit, zirka 2040 v. Chr.

  - Brillante Schriftwerke entstehen auf Sumerisch. Die Gedichte zur Verehrung der Ištar von En-hedu-anna und das Gilgamesch-Epos erfahren ihre endgültige Abfassung.

## Naturereignisse und -katastrophen
- Um 2100 v. Chr.:
  - Rund 35 Kilometer nordöstlich von Iraklio ereignet sich in der Ägäis ein starkes Seebeben von 7,1 auf der Richterskala. Die Zahl der Toten ist unbekannt.
- Um 2050 v. Chr.:
  - Der Ausbruch des Mount Mariveles auf den Philippinen lässt enorme Aschenregen niedergehen.
- Um 2000 v. Chr.:
  - Schweres Erdbeben 15 Kilometer westlich von Aşgabat, der Hauptstadt Turkmenistans. Die Stärke beträgt ebenfalls 7,1 und es sind weniger als 1000 Tote zu beklagen.

## Persönlichkeiten

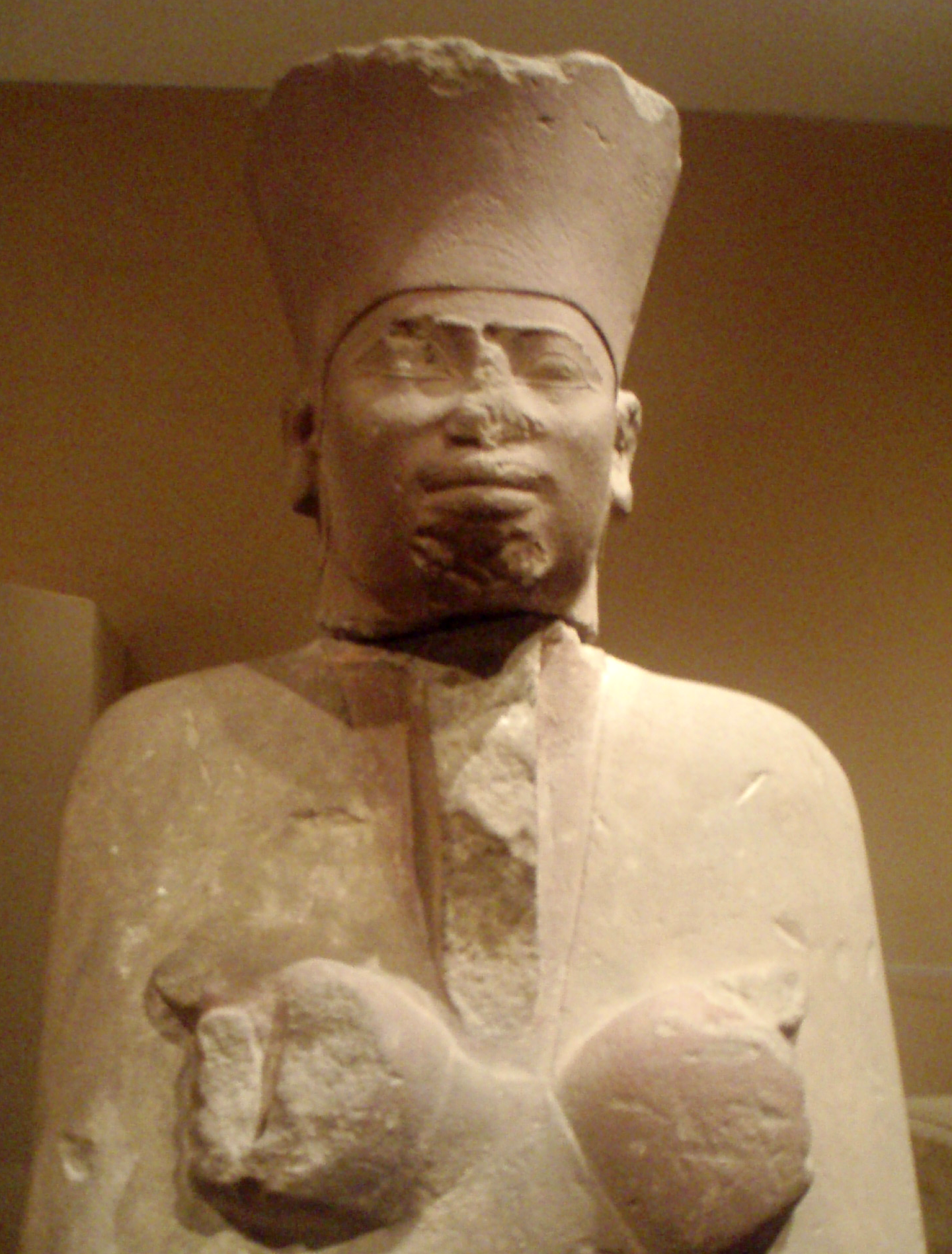
Statue von Mentuhotep II.

Hinweis: Die Regierungsjahre lassen sich in diesem Jahrhundert noch nicht genau bestimmen. Von daher handelt es sich um ungefähre Schätzungen.

### Pharaonen von Ägypten
- Mentuhotep I. (2081–2077 v. Chr./Begründer der 11. Dynastie)
- Antef I. (2077–2065 v. Chr.)
- Antef II. (2065–2016 v. Chr.)
- Antef III. (2016–2008 v. Chr.)
- Mentuhotep II. (2008–1957 v. Chr., nach Helck 2061 bis 2010 v. Chr.)
- Mentuhotep III. (2013/2010 bis 2001 v. Chr.)

### Könige von Assyrien
- Aminu (????–2078 v. Chr.)
- Sulili (2077–2059 v. Chr.)
- Kikkia (2058–2042 v. Chr.)
- Akia (2041–2021 v. Chr.)
- Puzur-Aššur I. (2020–2001 v. Chr.)

### König von Elam
- Tazitta (um 2040 v. Chr.)
- Gir-Namme (um 2035 v. Chr.)
- Ebarti I. (um 2030 v. Chr.)

### König von Isin
- Išbi-Erra (2017–1984 v. Chr.)

### Könige von Ur

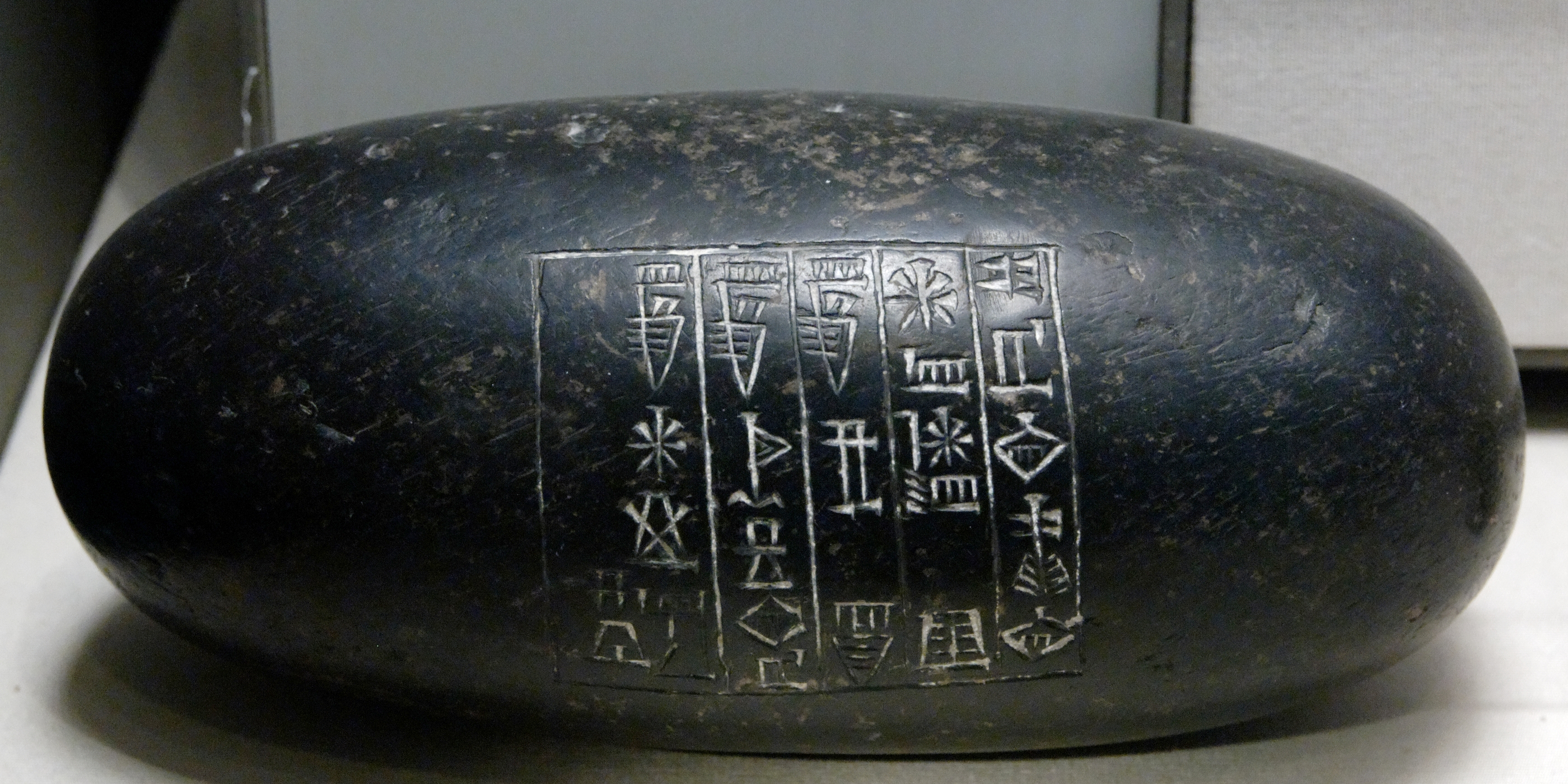
Gewicht von 5 Mina des Šu-Sin

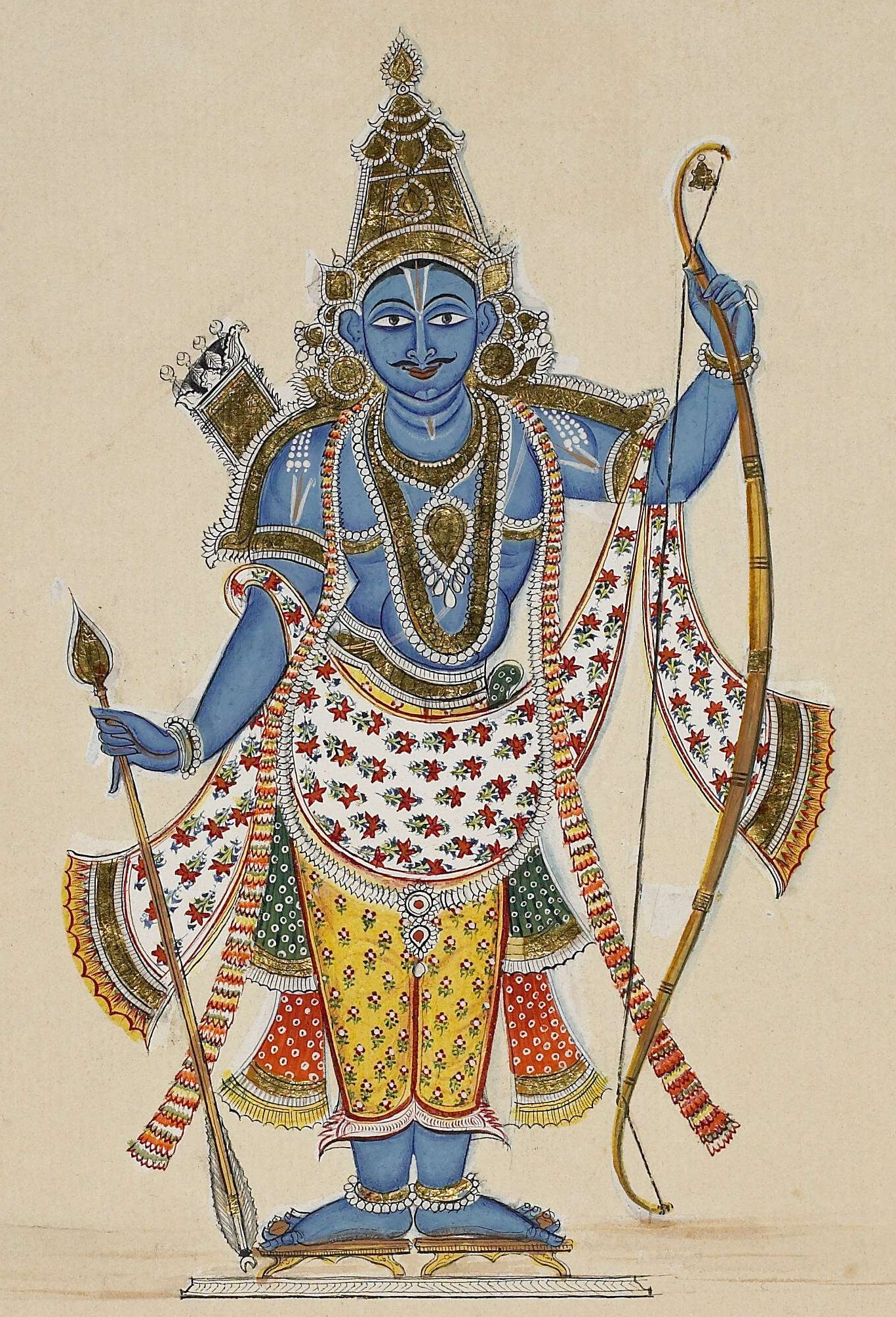
Gemälde des mit Pfeil und Bogen bewaffneten Rama

- Ur-Nammu (2112–2095 v. Chr.)
- Šulgi (2094–2047 v. Chr.)
- Amar-Suena (2046–2038 v. Chr.)
- Šu-Sin (2037–2029 v. Chr.)
- Ibbi-Sin (2028–2004 v. Chr.)

### Sonstige
- Laut hinduistischer Überlieferung lebte Rama, der siebte Avatara Vishnus, im 21. Jahrhundert v. Chr.
- Nach der Abrahamitischen Religion lebte ihr Gründer Abraham im 21. Jahrhundert v. Chr.

## Archäologische Kulturen

### Kulturen in Nordafrika
- Ägypten:
  - Erste Zwischenzeit (2216 bis 2137/2025 v. Chr.)
    - 9. Dynastie (2160 bis 2040 v. Chr.)
    - 10. Dynastie (2130 bis 2077 v. Chr.) in Herakleopolis

  - Mittleres Reich (2137/2077 bis 1781 v. Chr.)
    - 11. Dynastie (2160 bis 1994 v. Chr., auch 2077 bis 1938 v. Chr.) in Theben
- Nubien:
  - C-Gruppe (2150 bis 1540 v. Chr.) in Unternubien

### Kulturen in Mesopotamien und im Nahen Osten
- Mesopotamien:

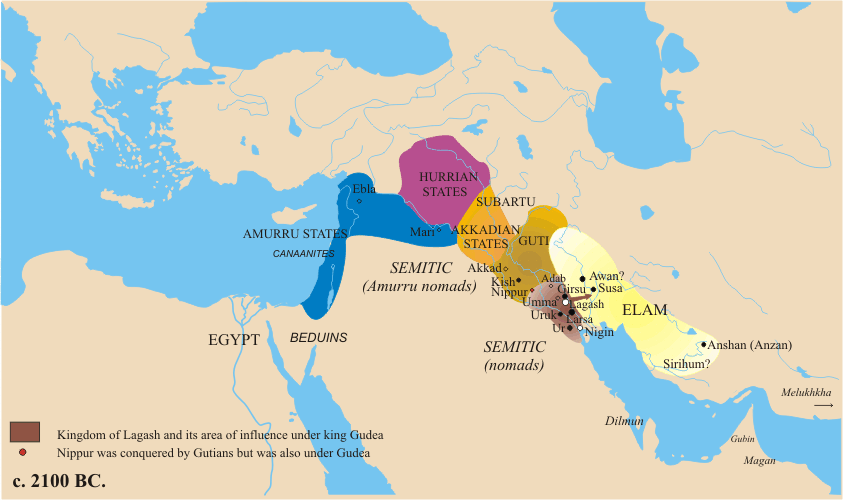
Territorien und Einflussbereiche im Mesopotamien 2100 v. Chr.

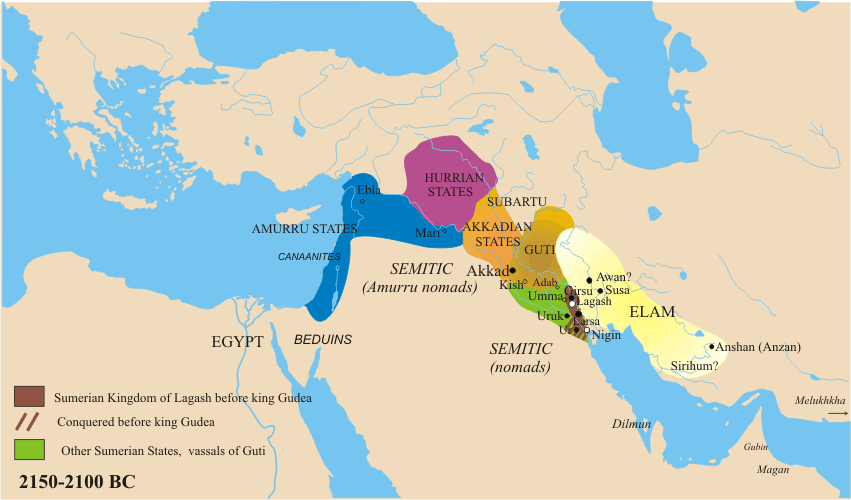
Territorien und Einflussbereiche im Mesopotamien 2150–2100 v. Chr.

  - Ur-III-Zeit (2112 bis 2004 v. Chr.)
  - Isin-Zeit (2017 bis 1924 v. Chr.)
- Iran:
  - Dschiroft-Kultur (4000 bis 1000 v. Chr.)
  - Elam: Altelamische Zeit (2700 bis 1600 v. Chr.)
- Syrien:
  - Tell Brak (6000 bis 1360 v. Chr.)
  - Tall Leilan (5000 bis 1726 v. Chr.)
  - Tell Chuera (5000 bis 1200 v. Chr.)
  - Tell Hamoukar (4500 bis 2000 v. Chr.)
  - Mari (2900 bis 1759 v. Chr.)
- Türkei:
  - Mahmatlar (2300 bis 2000 v. Chr.)
  - Troja:
    - Troja IV (2100 bis 1950 v. Chr.)
- Bahrain:
  - Dilmun-Kultur (3000 bis 600 v. Chr.)
- Oman und Vereinigte Arabische Emirate:
  - Die Umm-an-Nar-Kultur (2700/2600 bis 2000 v. Chr.) geht zu Ende

### Kulturen in Ostasien
- China:

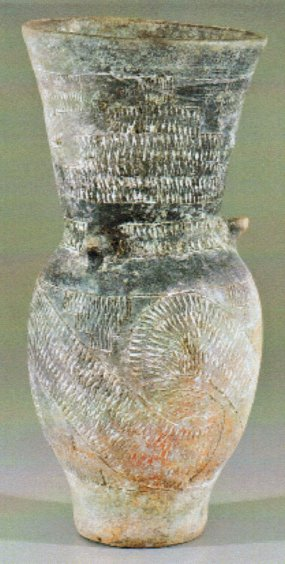
Keramik der frühen Ban-Chiang-Kultur, Thailand, 2100 bis 900 v. Chr.

  - Um 2000 v. Chr. verschwinden folgende Kulturen:
    - Yangshao-Kultur (5000 bis 2000 v. Chr.), Zentral- und Nordchina
    - Yingpu-Kultur (3500 bis 2000 v. Chr.) in Taiwan
    - Karuo-Kultur (3200 bis 2000 v. Chr.) in China und Tibet
    - Majiayao-Kultur (3000 bis 2000 v. Chr.) am oberen Gelben Fluss
    - Xiaoheyan-Kultur (3000 bis 2000 v. Chr.) in der Inneren Mongolei
    - Tanshishan-Kultur (3000 bis 2000 v. Chr.) in Fujian
    - Shijiahe-Kultur (2600 bis 2000 v. Chr.) am mittleren Jangtsekiang
    - Banshan-Machang-Kultur (2500 bis 2000 v. chr.) am oberen Gelben Fluss
    - Keshengzhuang-II-Kultur (2300 bis 2000 v. Chr.)

  - Longshan-Kultur (3200 bis 1850 v. Chr.) am mittleren und unteren Gelben Fluss
  - Baodun-Kultur (2500 bis 1700 v. Chr.) in Sichuan
  - Xia-Dynastie (2200 bis 1800 v. Chr.)
- Korea:
  - Die Mittlere Jeulmon-Zeit (3500 bis 2000 v. Chr.) klingt aus
  - Go-Joseon (2333 bis 108 v. Chr.)
- Japan:
  - Ende der Mittleren Jōmon-Zeit – Jōmon IV (3000 bis 2000 v. Chr.)
- Vietnam:
  - Đa-Bút-Kultur (4000 bis 1700 v. Chr.)
  - Hồng-Bàng-Dynastie (2879 bis 258 v. Chr.)
- Thailand:
  - Ban-Chiang-Kultur (2100 v. Chr. bis 200 n. Chr., jedoch Neudatierung ab 1500 v. Chr.)

### Kulturen in Südasien
- Industal:
  - Indus-Kultur: Harappa-Phase
    - Harappa 3C (2200 bis 1900 v. Chr.)
- Belutschistan:
  - Kulli-Kultur (2500 bis 1900 v. Chr.)

### Kulturen in Zentralasien
- Turkmenistan und Afghanistan:

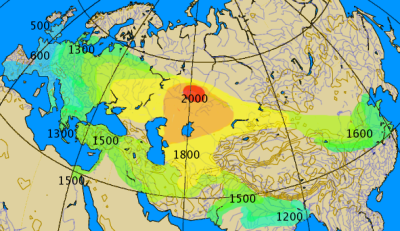
Verbreitungsgebiet der Sintashta-Kultur in Rot

  - Oasenkultur (2200 bis 1700 v. Chr.)
- Kasachstan und westliches Sibirien:
  - Einsetzen der Sintashta-Kultur (2100 bis 1800 v. Chr.)

### Kulturen in Europa
- Nordeuropa:
  - Aufhören der Bootaxtkultur (4200 bis 2000 v. Chr.) in Skandinavien und im Baltikum
- Nordosteuropa:
  - Die Grübchenkeramische Kultur (4200 bis 2000 v. Chr. – Radiokarbonmethode: 5600 bis 2300 v. Chr.) in Norwegen, Schweden, Baltikum, Russland und Ukraine gelangt an ihr Ende
  - Rzucewo-Kultur (5300 bis 1750 v. Chr.) im Baltikum und Polen
  - Narva-Kultur (5300 bis 1750 v. Chr.) in Estland, Lettland und Litauen
- Osteuropa:
  - Kura-Araxes-Kultur (3500/3000 bis 2000/1900 v. Chr.) im Kaukasus
  - Ende der Potapovka-Kultur (2500 bis 2000 v. Chr.) an der mittleren Wolga und der
  - Katakombengrab-Kultur (2500 bis 2000 v. Chr.) in Russland und in der Ukraine
  - Abaschewo-Kultur (2500 bis 1800 v. Chr.) in Nordrussland
- Südosteuropa:
  - Griechenland:
    - Griechisches Festland, Frühhelladische Phase FH III (2200 bis 2000 v. Chr.)
    - Kykladenkultur (3200 bis 1100 v. Chr.), Frühkykladische Phase FK III (2200 bis 2000 v. Chr.)
      - Ausklingen der Phylakopi-Kultur – Phylakopi I (2300 bis 2000 v. Chr.) auf Milos

  - Kreta:
    - Frühminoische Vorpalastzeit FM III (2200 bis 2000 v. Chr.)

  - Zypern:
    - Die Philia-Kultur (2500 bis 2000 v. Chr.) verschwindet
- Mitteleuropa:
  - Vlaardingen-Kultur (3350 bis 1950 v. Chr.) in den Niederlanden
  - Ende der Glockenbecherkultur (2600 bis 2200 v. Chr. in Mittel, West und Südeuropa); sie überdauert jedoch in Großbritannien noch bis 1800 v. Chr.
  - Aunjetitzer Kultur (2300 bis 1550 v. Chr.) in Deutschland, Tschechien, Slowakei und in Österreich

- Westeuropa:

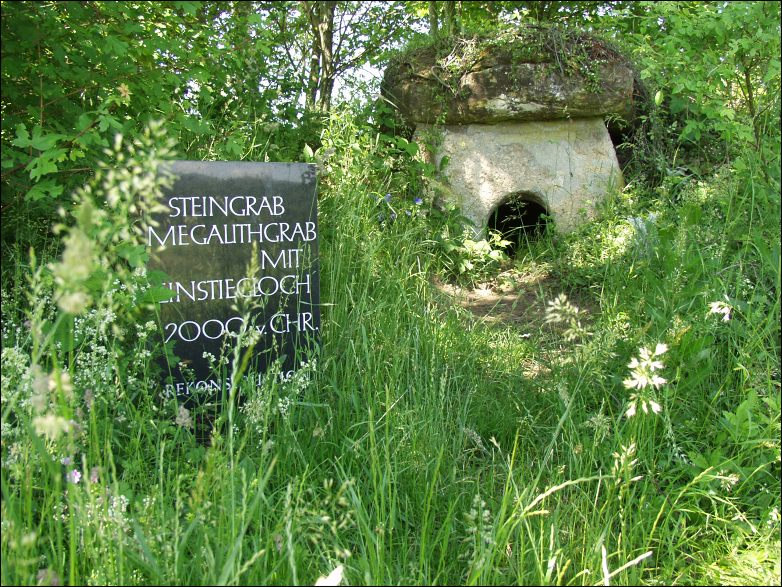
Das rekonstruierte Dolmen von Degernau

  - Die Kultur der Grooved Ware in Großbritannien und Irland (3400 bis 2000 v. Chr.) wird aufgegeben
  - Ende der Seine-Oise-Marne-Kultur (3100 bis 2000 v. Chr.) in Nordfrankreich und Belgien
  - Ene der Artenac-Kultur (2500 bis 2000 v. Chr.) in West- und Südwestfrankreich
  - Megalithkulturen:
    - Sie gehen in Frankreich (4700 bis 2000 v. Chr.) und auf der
    - Iberischen Halbinsel (4000 bis 2000 v. Chr. – Spanien und Portugal) zu Ende
      - Los Millares (3200 bis 1800 v. Chr.)
      - Vila Nova de São Pedro (2700 bis 1300 v. Chr.)

    - Britische Inseln (ab 3800 v. Chr.)
      - Stonehenge:
        - Stonehenge IV (2280 bis 1930 v. Chr.)

    - Malta: Nekropole von Tarxien (2500 bis 1500 v. Chr.)

### Kulturen in Amerika
- Grönland:
  - Independence-I-Kultur (2400/2300 bis 1000 v. Chr.)
  - Saqqaq-Kultur (2400 bis 900 v. Chr.)
- Nord- und Zentralamerika:
  - Archaische Periode. Errichtung von Mounds in den östlichen Waldgebieten ab 4000 v. Chr.
- Südamerika:
  - Chinchorro-Kultur (7020 bis 1500 v. Chr.) in Nordchile und Südperu
  - Ortoiroid-Kultur (4950 v. Chr. bis 300 n. Chr.) in der Karibik (Saba, Vieques, Puerto Rico)
  - Valdivia-Kultur (3950 bis 1750 v. Chr.) in Ecuador
  - Norte-Chico-Kultur (3500 bis 1800 v. Chr.) in Peru mit
    - Caral (ab 3000 v. Chr. bis 2100 v. Chr.), Präkeramikum IV – VI

  - San-Agustín-Kultur (3300 v. Chr. bis 1550 n. Chr.) in Kolumbien